# آوای فضا
آوای فضا (به فرانسوی: La Voix des airs) یک نقاشی رنگ روغن اثر رنه ماگریت است. ۴ نسخه رنگ روغن دیگر از این نقاشی وجود دارد. معروف‌ترین آن‌ها در بنیاد سولومون آر. گوگنهایم در ونیز نگهداری می‌شود. یکی دیگر در گالری هنری آلبرایت-ناکس در شهر بافلو قرار دارد.
در این نقاشی سه زنگ کروی شناور در هوا به تصویر کشیده شده‌اند. این زنگ‌های کروی را در بسیاری از کارهای ماگریت می‌توان دید.
آهنگساز هلندی، یوهان دو میج، این نقاشی را در اولین بخش مجموعه خود، مجموعه ونیزی، به‌نمایش درآورد.